# Ouro Verde de Minas
Ouro Verde de Minas är en kommun i Brasilien.   Den ligger i delstaten Minas Gerais, i den sydöstra delen av landet, 700 km öster om huvudstaden Brasília. Antalet invånare är 6 021.
Omgivningarna runt Ouro Verde de Minas är huvudsakligen savann. Runt Ouro Verde de Minas är det ganska glesbefolkat, med 22 invånare per kvadratkilometer.